# Pimus pitus
Pimus pitus är en spindelart som beskrevs av Chamberlin 1947. Pimus pitus ingår i släktet Pimus och familjen mörkerspindlar. Inga underarter finns listade i Catalogue of Life.